# 武蔵カントリークラブ
武蔵カントリークラブ（むさしカントリークラブ）は、埼玉県入間市大字小谷田に事務所がある株主会員制で運営するゴルフ場。入間市大字小谷田に「豊岡コース」、狭山市大字笹井に「笹井コース」のゴルフ場がある。

## 概要
埼玉県川越から入間川と山岳信仰で有名な大山への道を行くと、武蔵野特有の広大な雑木の平地林が広がる。1958年（昭和33年）頃、 大木建設株式会社は、その平地林に36ホール規模のゴルフ場用地を既に買収済みだった。同年3月、小松五郎衛（後の武蔵カントリークラブ常務取締役）は、大木建設から入間郡武蔵町（現・入間市大字小谷田のゴルフ場計画が持ち込まれ、現地に行って驚いた。樹齢80年程の老松を切り倒していたので、慌てて買木を約束、用地21万坪を坪800円で契約した。
1958年（昭和33年）4月21日、株式会社毎日新聞社の高石真五郎が発起人の代表となり、各界の幹部らによる建設に向けた準備が開始され、「株式会社武蔵カントリー倶楽部」が創立され、社長は大木建設の大木貞助が就任した。同年4月30日、任意団体としての倶楽部を結成、理事長に高石真五郎以下、石井光次郎、佐藤喜一郎など名門倶楽部の理事長が並んだ。
理事会において、コース設計は井上誠一に依頼する、正会員を株式会員として募集することが決定された。豊岡コースの造成工事は着工され、クラブハウスの設計をレーモンド設計事務所に依頼された。1958年（昭和33年）11月20日、笹井コースの建設計画が開始され、コース設計は豊岡コースと同じ井上誠一に依頼された。1959年（昭和34年）4月7日、笹井コースの造成工事とクラブハウスの建設工事が着工された。1959年（昭和34年）7月12日、豊岡コースが完成し開場された。同年11月20日、笹井コースが完成し開場された。
武蔵カントリークラブの豊岡コースと笹井コースは、コース設計家・井上誠一が生涯手掛けた数あるコースの中で最も評価が高いコースで、コース全体はフラットな地形に赤松の樹木が連なる武蔵野の面影を残す林間コースである。
日本のプロゴルフメジャー大会の1つ、日本ゴルフ協会主催競技でもあり、日本選手権大会に相当する、日本オープンゴルフ選手権競技大会を、豊岡コースで2回、笹井コースで1回の開催実績がある。

## 豊岡コース

### 所在地
〒358-0026 埼玉県入間市大字小谷田961番地

### コース情報
- 開場日 - 1959年7月12日
- 設計者 - 井上 誠一
- 面積 - 699,000m2（約21.1万坪）
- コースタイプ - 林間コース
- コース - 18ホールズ、パー72、6,981ヤード、コースレート73.1
- グリーン - 2グリーン、ベント（ペンクロス）
- プレースタイル - 歩行、キャディ付き
- 練習場 - 20打席 290ヤード
- 休場日 - 毎週火曜日、12月31日、1月1日[2][5]

### クラブ情報
- 理事長 - 池谷 正成
- ハウス面積 - 3,340m2（1,010坪）
- ハウス設計 - レーモンド設計事務所
- ハウス施工 - 大木建設株式会社[5]

### ギャラリー
- コース - 「武蔵カントリークラブ」、豊岡コース、コース
- ハウス - 「武蔵カントリークラブ」、豊岡コース、クラブハウス

### 交通アクセス
- 鉄道 - 西武池袋線 - 入間市駅南口よりクラブバス利用 約15分
- 道路 - 圏央道 - 入間ICより 0.3km[6]

### メジャー選手権
- 1982年（昭和57年） - 第47回 日本オープンゴルフ選手権競技大会[7]
- 1989年（昭和64年） - 第22回 日本女子オープンゴルフ選手権競技大会[8]
- 2009年（平成21年） - 第74回 日本オープンゴルフ選手権競技大会[7]

## 笹井コース

### 所在地
〒350-1327 埼玉県狭山市大字笹井412番地

### コース情報
- 開場日 - 1959年11月22日
- 設計者 - 井上 誠一、大久 保昌（改修設計）
- 面積 - 654,000m2（約19.7万坪）
- コースタイプ - 林間コース
- コース - 18ホールズ、パー72、7,063ヤード、コースレート74.0
- グリーン - 1グリーン、ベント（ペンクロス）
- プレースタイル - 歩行、キャディ付き
- 練習場 - 24打席 230ヤード
- 休場日 - 毎週月曜日、12月31日、1月1日[2][5]

### クラブ情報
- 理事長 - 池谷 正成
- ハウス面積 - 2,612m2（790坪）
- ハウス設計 - レーモンド設計事務所
- ハウス施工 - 大木建設株式会社[5]

### ギャラリー
- コース - 「武蔵カントリークラブ」、笹井コース、コース
- ハウス - 「武蔵カントリークラブ」、笹井コース、クラブハウス

### 交通アクセス
- 鉄道 - 西武池袋線 - 入間市駅南口よりクラブバス利用 約20分
- 道路 - 圏央道 - 狭山日高ICより 0.5km[6]

### メジャー選手権
- 1970年（昭和45年） - 第35回 日本オープンゴルフ選手権競技大会[9]
- 1994年（平成6年） - 第27回 日本女子オープンゴルフ選手権競技大会[10]

## エピソード
- コースレイアウトは、当初、大木建設が設計図を作成していたが、それを破棄し、井上誠一に全面的に設計図を作成させた[11]。
- 豊岡コースは、井上誠一の設計コースでは、「龍ヶ崎カントリー倶楽部」と並び、ツーグリーンがそれぞれの攻略ラインをもち、それぞれのバンカーを持つ設計だった[11]。
- 1959年（昭和34年）の開場時、6インチプレース、豊岡コースは「オールノータッチ」のオープンで、さすが名門だとさらに評価を上げた[11]。

## 関連文献
- 『週刊ダイヤモンド』、59(23);1971年5月29日号、「日本のゴルフ場 武蔵カントリークラブ」、伊藤金吾・伊藤昭二著、東京 ダイヤモンド社、1971年5月29日、2020年8月3日閲覧
- 『月刊ゴルフマネジメント』、9月19(168)、「武蔵カントリークラブ笹井コース」、東京 一季出版、1998年9月、2020年8月3日閲覧
- 『月刊ゴルフマネジメント』、6月20(178) 、「武蔵カントリークラブ豊岡コース」、東京 一季出版、1999年6月、2020年8月3日閲覧
- 『月刊ゴルフマネジメント』、22 (通号 208)、「ゴルフ倶楽部を考える(186)武蔵カントリークラブの創設」、井上勝純著、東京 一季出版、2001年10月、2020年8月3日閲覧
- 『月刊ゴルフマネジメント』、22 (通号 210)、「ゴルフ倶楽部を考える(188)武蔵カントリークラブの充実 日本ゴルフコース100年史」、井上勝純著、2001年12月、2020年8月3日閲覧
- 『ゴルフ場ガイド 東版』2006-2007、「武蔵カントリークラブ笹井コース(埼玉県)」「武蔵カントリークラブ豊岡コース(埼玉県)」、東京 ゴルフダイジェスト社、2006年5月、2020年8月3日閲覧
- 『美しい日本のゴルフコース BEAUTIFUL GOLF CULTURE IN JAPAN 日本のゴルフ110年記念 ゴルフは日本の新しい伝統文化である』、ゴルフダイジェスト社「美しい日本のゴルフコース」編纂委員会編、東京 ゴルフダイジェスト社、2013年12月、2020年8月3日閲覧